# Anthonomus piri
Anthonomus piri är en skalbaggsart som beskrevs av Vincenz Kollar 1837. Anthonomus piri ingår i släktet Anthonomus, och familjen vivlar. Arten är reproducerande i Sverige.

## Bildgalleri

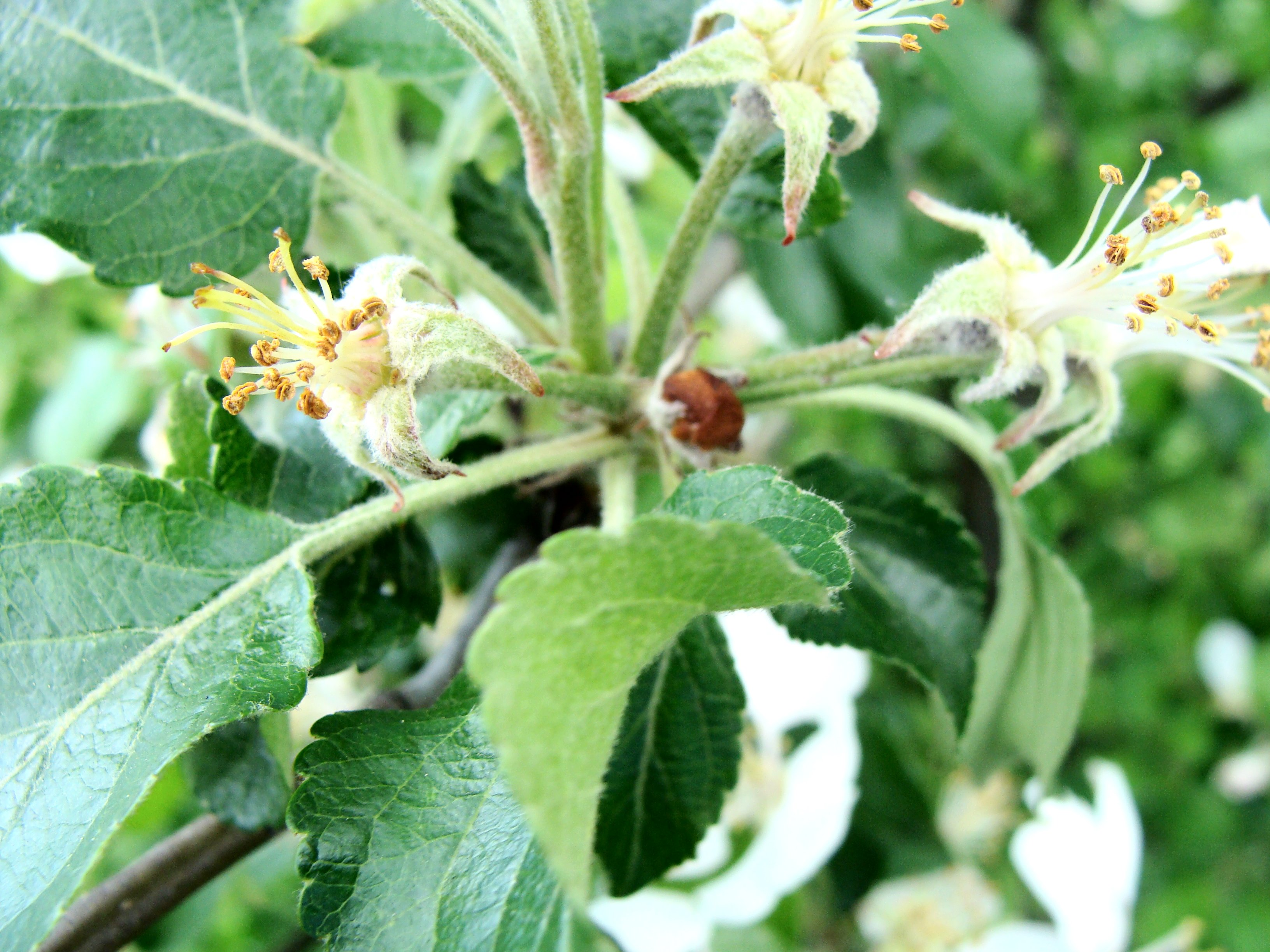
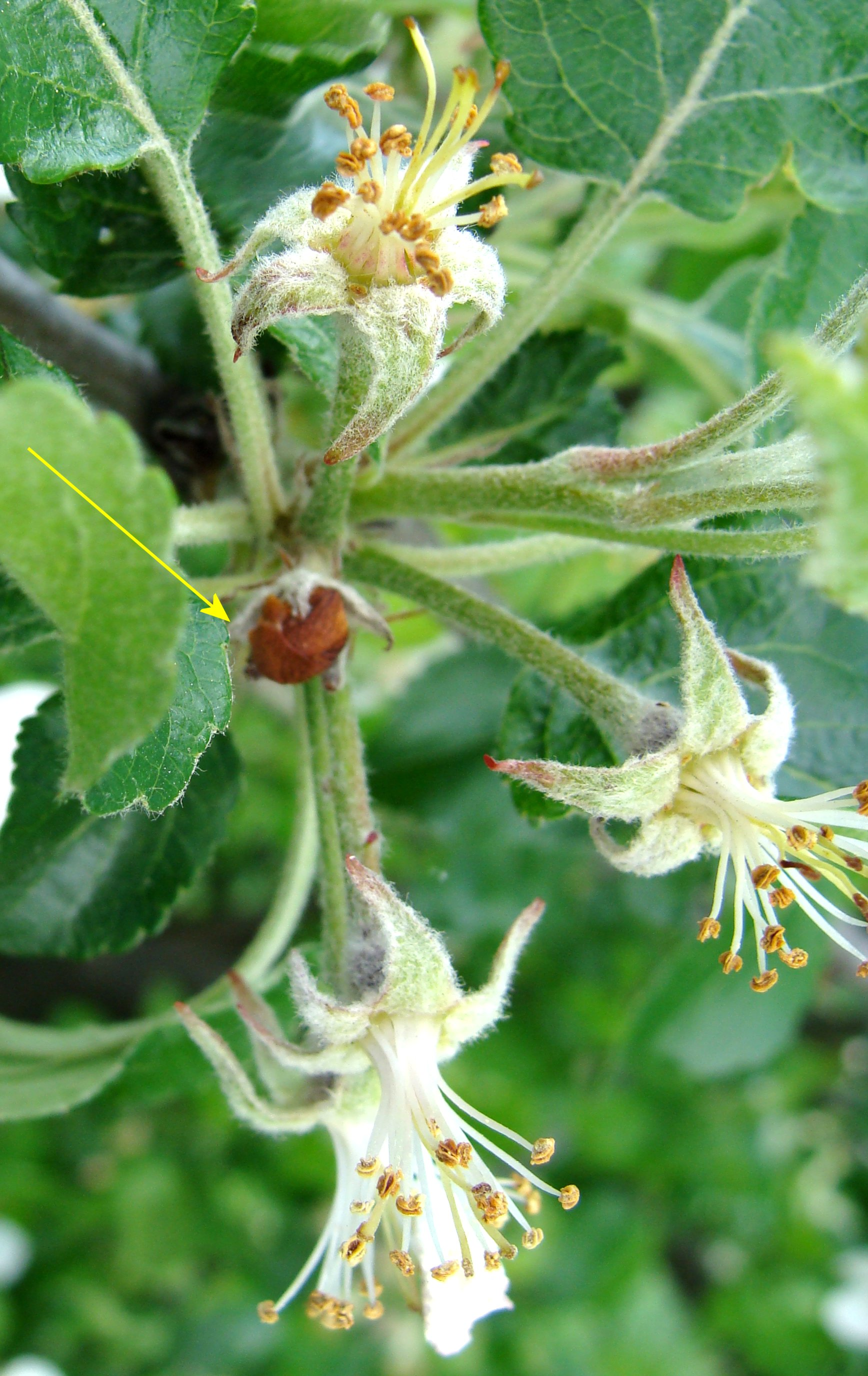